# Michael Woolfson
Michael Mark Woolfson (Glasgow, 9 gennaio 1927 – 23 dicembre 2019) è stato un fisico e saggista britannico.

## Biografia
Dal 1950 al 1952 è stato assistente ricercatore presso l'UMIST. Nel biennio successivo trovò impiego presso il Laboratorio Cavendish dell'Università di Cambridge.
Dal 1955 svolse attività di lettorato presso l'UMIST, divenendo nel 1961 reader (equivalente a professore senza cattedra).
Dal 1982 al 1987 diresse il Dipartimento di fisica dell'Università di York.
Nel 1999 conseguì un Master of Arts presso il Jesus College dell'Università di Oxford e il dottorato presso l'University of Manchester Institute of Science and Technology (UMIST).
Ha condotto ricerche e pubblicato articoli, sulla cristallografia, sulle simulazioni al computer e sulle origini del Sistema solare.
È stato membro (Fellow) della Royal Society dal 1984. È stato inoltre membro della Royal Astronomical Society e dell'Institute of Physics.

## Onorificenze
Ha ricevuto nel 1986 la Medaglia Hughes dalla Royal Society, nel 1990 il Premio Patterson dall'American Crystallographic Society, e nel 1992 il Premio Gregori Aminoff dell'Accademia Reale Svedese delle Scienze.